# Wiktor Spassow
Wiktor Spassow (russisch Виктор Спасов, engl. Transkription Viktor Spasov; * 19. Juli 1959; † 15. August 2005 in Kiew) war ein sowjetischer Stabhochspringer.
Bei den Leichtathletik-Halleneuropameisterschaften 1982 in Mailand und bei der Universiade 1987 gewann er jeweils Gold.
1981 und 1982 wurde er sowjetischer Meister.

## Persönliche Bestleistungen
- Stabhochsprung: 5,65 m, 19. Mai 1982, Donezk
  - Halle: 5,70 m, 7. März 1982, Mailand